# راش (فیلم ۱۹۹۱)
«راش» (انگلیسی: Rush (1991 film)) فیلمی در ژانر نئو نوآر، جنایی، و درام است که در سال ۱۹۹۱ منتشر شد. از بازیگران آن می‌توان به جیسون پاتریک، جنیفر جیسن لی، سام الیوت، گرگ آلمن، و ویلیام سدلر اشاره کرد.

## خلاصه داستان
دو پلیس تگزاسی به صورت مخفیانه وارد گروه قاچاقچیان مواد مخدر می شوند تا یک قاچاقچی بزرگ را دستگیر کنند، اما خود درگیر مواد مخدر شده و ماموریت خود را به خطر می اندازند...